# Гарбач (Свентокшиське воєводство)
Гарбач (пол. Garbacz) — село в Польщі, у гміні Васнюв Островецького повіту Свентокшиського воєводства.
Населення — 376 осіб (2011).
У 1975-1998 роках село належало до Келецького воєводства.

## Демографія
Демографічна структура на день 31 березня 2011 року:
|          | Загалом | Допрацездатний вік | Працездатний вік | Постпрацездатний вік |
| -------- | ------- | ------------------ | ---------------- | -------------------- |
| Чоловіки | 184     | 46                 | 112              | 26                   |
| Жінки    | 192     | 33                 | 98               | 61                   |
| Разом    | 376     | 79                 | 210              | 87                   |